# Райл, Гилберт
Гилберт Райл (англ. Gilbert Ryle; 19 августа 1900, Брайтон — 6 октября 1976, Оксфорд) — английский философ, один из основоположников лингвистической философии, профессор философии в Оксфордском университете, главный редактор англоязычного журнала Mind. В основном известен критикой картезианского дуализма, для которой он ввёл термин «дух в машине».

## Биография
Райл родился в Брайтоне , Англия в 1900 году и вырос в высокообразованной среде. Его отец был в Брайтоне доктором, эрудитом, интересовавшимся философией и астрономией, и передал детям впечатляющую библиотеку. Райл получил образование в «Брайтон колледж», а в 1919 году поступил в Королевский колледж в Оксфорде, первоначально для изучения античности, но вскоре обратился к философии. Окончил университет с отличием в 1924 году и был назначен доцентом философии в Крайст-Чёрч в Оксфорде. Год спустя он начал преподавать. Райл оставался в Крайст-Чёрч до Второй мировой войны.
Способный лингвист, он был завербован в разведку во время Второй мировой войны, после чего вернулся в Оксфорд и был избран Вайнфлеттским профессором метафизической философии и членом колледжа Магдалены в Оксфорде . Он опубликовал свой главный труд, «The concept of mind» (Понятие сознания) в 1949 году. Был президентом Аристотелевского общества с 1945 по 1946 года, редактором философского журнала Mind с 1947 по 1971 год.
Райл умер 6 октября 1976 года в Уитби, Северный Йоркшир.
Его братья Джон Альфред (1889—1950) и Джордж Бодли (1902—1978), также получили образование в «Брайтон колледж», и сделали выдающуюся карьеру. Джон стал профессором медицины в Университете Кембриджа (1935-45) и врачом короля Георга V. После службы в качестве директора лесного хозяйства впервые в Уэльсе, а затем Англии, Джордж был заместителем директора лесной комиссии (1963-65) и награждён Орденом Британской империи.
Его дед, Джон Чарльз Райл, первый англиканский епископ Ливерпуля и лидер евангелистов 19-го века.

## Философия как Картография
Философские аргументы, которые составляют эту книгу, нацелены не на увеличение осведомленности в этой области, но на прояснение и очищение логической географии уже имеющегося у нас знания.
Райл полагал, что для философа больше невозможно верить в то, что задача философии изучать психическое как противоположность физическому, резко критиковал картезианский дуализм. Однако Райл заметил тенденцию философов искать объекты, природа которых не является ни физической, ни психической. Сам Райл верил, что «философские проблемы являются проблемами особого свойства; они не являются проблемами обыкновенного свойства о специфических сущностях.» Райл считал, что методы философии не являются ни индуктивными, ни дедуктивными. У философии собственные методы рассуждения, в основном критические. Главной задачей философии он считал анализ языка и «нахождение в лингвистических идиомах истоков устойчивых неверных конструкций и абсурдных теорий»
Райл предложил рассматривать философию по аналогии с картографией. Согласно Райлу, грамотные носители языка по отношению к философу то же, что деревенские жители по отношению к картографу. Деревенские жители хорошо знают свою деревню, её обитателей и географию. Однако, если деревенского жителя попросить объяснить свои знания на карте, он будет испытывать затруднения в переводе своих практических знаний в универсальный язык картографических символов. Деревенский житель рассуждает о своей деревне в личностных и практических терминах, тогда как картограф думает о деревне в нейтральных, общественных категориях.
С помощью «картографирования» слов и выражений конкретного утверждения, философы способны создать то, что Райл называл «нитями смысла». Другими словами, каждое слово или фраза утверждения вносит свой вклад в его общий смысл, и если слова и фразы, из которых состоит утверждения изменить, то неизбежно изменится и смысл всего утверждения. Задача философа показать направление и ограничения использования различных нитей смысла, так как «смысл утверждения влияет на понимание тех фраз, которыми оно высказано». Чтобы это показать, он должен «подёргать» за соседние нити, которые в свою очередь, тоже можно «подёргать.» Философия, таким образом, ищет значение этих нитей смысла в утверждении, в котором они используются.

## Понятие сознания
В своей книге Понятие сознания (1949), Райл признаётся, что ранее разделял идею дуализма ментального и физического которая пронизывает всю западную философию, и утверждает, что идея ума как независимой сущности, управляющей телом, должна быть отброшена как бесполезный буквализм, сохранившийся с тех времен, когда биологических наук ещё не существовало. Надлежащим использованием дуалистического языка, как он считал, является описание того, как высшие организмы, в частности люди, проявляют находчивость, изобретательность, стратегию, способность к абстрагированию и выдвижению гипотез и так далее, исходя из фактов о их поведении.
Он критикует идеи мыслителей 17-го и 18-го века (в частности Декарта) о том, что мир есть сложный механизм, и человеческая природа тоже механизм с «духом» внутри, отвечающим за интеллект, спонтанность и другие человеческие качества. Тогда как терминология ментального играет важную роль в описании и объяснении человеческого поведения, ни аналогия человека с механизмом, ни философия не нуждаются в «тайной» сущности для объяснения его не механических способностей.
Райл утверждал, что работа ума не является независимой от функционирования тела. Эти два процесса тождественны. Терминология ментального, по его мнению, есть другой способ описания действий. Он также утверждал, что характер мотивов человека определяется его предрасположенностью к определённым действиям в конкретных обстоятельствах. Не существует самих по себе чувств, мук, или угрызений совести. Есть лишь набор действий и связанных с ними чувств, которые проявляются в рамках общей тенденции поведения или склонности к действию, которые мы называем «совестью».
Писатели, историки и журналисты, отмечает Райл, не испытывают затруднений в приписывании мотивов, моральных ценностей и индивидуальности человеческим поступкам. Только когда философы пытаются применить эти качества к отдельной сфере ума или души, возникает проблема. Райл также создал классический аргумент против когнитивных теорий объяснения, Регресс Райла.

## Список произведений
- «The concept of mind» (Понятие сознания), 1949.
- «Dilemmas», 1954;
- Plato's Progress, 1966;
- Contemporary Aspects of Philosophy, 1977, (редактор);
- On Thinking, 1979;

### Переводы на русский язык
- Райл Г. Понятие сознания / под общей ред. Филатова В. П.. — М.: Идея-Пресс, Дом интеллектуальной книги, 1999. — 408 с. — ISBN 5-7333-0011-6.

#### Статьи
- Райл Г. Феноменология против «Понятия сознания» // Логос : журнал  / пер. с англ. А. Завалей. — 2006. — № 1 (52). — С. 73-88. — ISSN 0869-5377.
- Райл Г. Мартин Хайдеггер. Бытие и время // Топос : журнал  / пер. с англ. Е. Игнатович под ред. Е. Борисова. — 2007. — 30 ноября (№ 3 (17)). — С. 100-116. — ISSN 2538-886X.
- Райл Г. Систематически дезориентирующие выражения // Эпистемология и философия науки : журнал  / пер. с англ. Я. В. Шрамко, Л. В. Кулабуховой. — 2010. — Т. XXV, № 3. — С. 190-216. — ISSN 1811-833X.